# 三只松鼠海报事件
三只松鼠海报事件是指于2021年12月26日针对零食品牌三只松鼠模特海报的“眯眯眼”妆容的不满衍生出的一系列事件，海报上模特的小眼睛被指是迎合西方对华人的刻板印象，为辱华标志，三只松鼠则做了澄清。在这次事件中，虽然一些官方媒体给出了中立的评论，环球时报社长兼总编辑胡锡进也为涉事模特辩护，但还是改变不了舆论风向，随后三只松鼠发表声明致歉。

## 具体信息

### 事情经过
2021年12月26日，有网民在微博晒出三只松鼠一则2019年10月的产品宣传海报，因海报中模特的“眯眯眼”妆容，部分被带动的网友认为其有迎合西方审美而刻意丑化中国人的嫌疑。不久后，相关话题迅速在网上发酵，“三只松鼠 模特”词条登上了微博热搜榜，阅读量超3亿。
与此同时，一些网民涌入三只松鼠淘宝旗舰店直播间，一时间“崇洋媚外”“贼眉鼠眼”等指责、谩骂的语言在直播间刷屏，主播不堪压力仅半小时就下播。

### 对涉事模特的人身攻击
2021年12月26日，涉事模特“菜孃孃”在微博中被迫发布个人声明，竭力澄清自己并没有辱华，并晒出了一些网民对其进行的人身攻击，其中一位网民在对菜孃孃的私信中诅咒菜孃孃得新冠死掉，并斥责其为“辱华代言人”。

#### 禁言
2021年12月30日，微博呼吁以包容宽厚心态看待不同观点，呼吁网友不要传播极端言论，恶意‘扣帽子’‘打标签’，意图引战对立，官方对恶意攻击与事件无关人士的28个账号做出了禁言7至30天的处置。

### 三只松鼠的官方声明
2021年12月26日，三只松鼠在微博发表声明。

### 涉事模特的回应
2021年12月26日晚上8点，菜孃孃在微博对此事发布个人回应。

## 评价

### 认为三只松鼠有错
- 2021年12月26日，“帝吧官微”在微博中称“三只松鼠模特的故意拉斜眼是什么意思？是要表现什么肢体语言？”。[7]
- 2021年12月27日，上海市消保委微信公众号发文评论称，社会在发展，消费在迭代，商家只有与时俱进，才能跟上时代的步伐，契合消费者新的审美需求，和消费者建立文化与情感的共鸣。[8]
- 2021年12月28日，消费日报社旗下的网络媒体消费新文娱称小眼睛并不是不美，但是把小眼睛刻意描绘成眯眯眼，把眯眯眼当成时尚的腔调，当成讨好别的地域畸形审美的表现形式很不应该。又认为中国的模特如果化妆出来是一水的眯眯眼，创作者和主办方一定是谄媚的，如果代言产品时站C位的是眯眯眼，一定是自取其辱的。[9]
- 2021年12月29日，共青团中央在微信公众号上发文认为“东方主义”者和“自我东方主义”者们，为自己的扭曲与偏见，做掩耳盗铃般的狡辩。他们对“东方主义”审美背后赤裸裸的种族歧视与恶意隐喻视而不见，将西方世界几个世纪以来约定俗成的辱华文化符号偷换概念，简化成“中国人单眼皮、小眼睛”，甚至将今日西方世界都不得不承认是严重的种族主义标志的“眯眯眼”动作歪曲成所谓“传统东方审美”。这篇文章还提到当前中国一些广告的眯眯眼现象是自我矮化、丑化，以“多元化”为名，迎合西方人数百年不变的陈旧趣味，乞求西方人赐予他们“国际”文化圈的一席之地。[10]

### 认为三只松鼠没错
- 2021年12月27日，胡锡进在微博中为涉事模特进行了辩护。胡锡进认为“眼睛小就是辱华”是西方人刻意让中国人这么认为，是西方国家为中国人制定的审美标准，好容易制造中国内部的分裂，并鼓励中国人应该有底气，有自嘲精神。[11]
- 2021年12月29日，齐鲁晚报的网上媒体齐鲁壹点发布文章称一些网友看到“眯眯眼”，不问来龙去脉、不分是非曲直，即认定其带有负面色彩和歧视意味，显然站不住脚。文章还认为诗词、戏曲、敦煌壁画等传统文化中均不乏单眼皮、狭长小眼的刻画，在动画和广告宣传中使用这样的人物形象，并非是在刻意丑化，某种程度上反倒是一种传统审美的传承。[12]
- 2021年12月29日，钛媒体发布文章声援三只松鼠。钛媒体在文章中引用鲁迅的话：“一见短袖子，立刻想到白臂膊，立刻想到全裸体，立刻想到生殖器，立刻想到性交，立刻想到杂交，立刻想到私生子。中国人的想像惟在这一层能够如此跃进。”接着提出自己的见解：但在今天，国人的想象力看来需要再加上三个字：“眯眯眼”——一见到眯眯眼，立刻想到辱华，立刻想到“不是东西”，立刻想到打倒企业来“祭旗”，对他们的行径提出了尖锐的批评。文章还指出三只松鼠根本没有辱华的动机，如果他们继续上纲上线，最后的赢家会是谁？谁在推动这一场闹剧？谁在用舆论刻意引导？又是谁“领导”这部分人对国货“喊打喊杀”？[13]